# Ulrik II. Celjski
Ulrik II. Celjski (v nemških zgodovinskih virih Ulrich II. von Cilli, madžarsko Cillei Ulrik), pokneženi grof Celjski, v slovenskih pripovednih virih grof Urh, * 1406, † 9. november 1456, Beograd.
Ulrik II. je bil sin Friderika II. in Elizabete Modruško-Krčke, zadnji moški potomec rodu Celjskih grofov. Od leta 1433 je bil poročen s Katarino, hčerko srbskega despota Jurija Brankovića in imel tri otroke, vendar so pomrli pred njim (Jurij 1443, Herman 1452 in Elizabeta 1455).

## Diplomat
V nasprotju z očetom Friderikom II., ki je predvsem skrbel za kneževino, je Ulrik II. nadaljeval pot svojega deda Hermana II. in se uveljavil v evropski politiki. Prizadeval si je pridobiti namestništva in s tem dejansko oblast, pri tem pa je spretno izkoriščal sorodstvene zveze Celjanov. Položaj državnega kneza Svetega rimskega cesarstva, ki sta ga skupaj z očetom dobila 30. novembra 1436 od cesarja Sigismunda Luksemburškega, je omogočal kandidiranje za cesarsko krono in naredil Celjane enakovredne Habsburžanom. S posestjo so Celjani predstavljali Habsburžanom oviro in se z njimi zapletli v boj, ki se je končal leta 1443 z obojestransko dedno pogodbo.
Poročen je bil s Katarino Kantakuzino-Branković (*1418 - + 11 Sep 1491), s katero je imel pet otrok, od tega tri sinove in dve hčeri dvojčici. To so bili Herman IV. Celjski († 1452), Jurij I. Celjski († 1443), Albreht I. Celjski († 1448), ter Katarina II. Celjska († 1441) in Elizabeta II. Celjska († 1455).

## Borec za oblast
Ulrik II. je poleg teženj po pridobitvi namestništva na Češkem (1438/39) in nasledstvu krone kralja Tvrka II. Kotromanića v Bosni (1444), z vojsko pod vodstvom Jana Vitovca osvojil več gradov na Hrvaškem in Slavoniji, kar je Celjanom prineslo naziva Slavonskega bana (1446–47) ter kraljevine Dalmacije in Hrvaške (1454).

## Kraljevi skrbnik
Smrt kralja Albrehta II. pred rojstvom njegovega prvega sina Ladislava je zapletel Ulrika II. v boj za skrbništvo. Ladislav Posmrtni je bil Ulrikov nečak ter dedič ogrske in češke krone in vojvodine Avstrije, zato je Ulrik kot bližnji sorodnik dosegel, da mu je cesar Friderik III. Habsburški leta 1452 prepustil skrbništvo nad otrokom. S tem si je Ulrik II. pridobil oblast v vojvodini Avstriji, v letu 1456 pa še kraljevo namestništvo na Ogrskem.

## Zarota in umor
S svojimi političnimi težnjami in krepitvijo položaja so Celjani na Ogrskem trčili ob Hunyadije, katerim so načenjali dotedanji vpliv in moč. Postavitev Ulrika II. za kraljevega namestnika na Ogrskem je dala sinovoma Jánosa Hunyadija (Ladislavu in Matiji Korvinu) povod, da sta organizirala zaroto proti Celjanu. Ladislav se je čutil zelo užaljenega. Vrnil se je v Beograd, da pripravi vse potrebno za sprejem kralja in Ulrika, ki sta se tudi napotila tja z vojsko. Posadka v Beogradu je bila čisto ogrska in Hunyadovcem zvesto vdana, poveljeval pa ji je Ladislavov stric po materini strani Mihael Silagji. Takoj po Ladislavovem povratku se je menda Silagjiju porodila misel, da bi Ulrika ubili. Zaroto so v Beogradu opazili tudi nekateri Ulrikovi prijatelji. Svetovali so mu naj ne hodi v Beograd, med njimi tudi kaloški nadškof Rajnhold Razgon. Ulrik je v mesto poslal svojega svetovalca Friderika Lambergarja z naročilom, naj se prepriča, če obstaja kakšna nevarnost. Lambergar se je vrnil, vendar ni opazil nič sumljivega. Urlik se je tako z mladim kraljem Ladislavom in nemškimi ter češkimi četami napotil proti Beogradu. V novembru 1456 se je pri Beogradu zbrala krščanska vojska, da bi preprečila turški vojski prodiranje globlje v Evropo. Ulrik II. je prispel v Beograd. 8. novembra se je vršil prehod iz Zemuna v Beograd in vsa vojska je brez ovir prešla v mesto. V trdnjavo pa ni mogla, saj jo je pri vhodu pričakoval Hunyadi. Ko sta prek mostu vstopila kralj Ladislav in Urlik z majhnim spremstvom, so ga dvignili in zaprli vrata. Hunyadi je menda zvečer prišel h kralju in Ulriku ter ju tolažil in se jima laskal. Urlik ni mogel spati in žal mu je bilo, da se je dal speljati v trdnjavo. Ker je slutil najhujše, si je že ponoči oblekel železno srajco. Ni pa hotel odditi z nekim Ogrom, ki se je ponudil, da ga reši, saj ni hotel zapustiti svojega kralja. Zjutraj sta bila kralj in Ulrik zgodaj pri maši. V cerkev je prišel Hunyadijev človek in pozval Ulrika naj gre k njegovemu gospodarju na pomemben pogovor. Ulrik je ostal do konca maše in se nato odzval pozivu. Pri Hunydiju je bilo več ogrskih gospodov, tako Silagji, Ladislav Kanižaj in drugi. Ko je vstopil, mu je Hunyadi začel očitati sovražno postopanje do njegovega očeta in do njega samega. Spraševal ga je ali nima doma dovolj posestev in zakaj jih išče še na Ogrskem. Ulrik je odgovoril, da mu dela krivico, saj je prišel samo vršit službo za svojega kralja in krščansko vero. Tu so Celjana zahrbtno umorili. Prvi je potegnil orožje Hunyadi. Ulrik se je branil z mečem. Ranil je Hunyadija po roki in glavi in Silagjija po rami. Ulriku so ranili noge, ga pobili in po Celjski kroniki na mizi obglavili. Prišli so mu pomagati nekateri njegovi spremljevalci, med njimi krbavski knez Gregor Kurjaković in šestnajstletni Kepler, vendar mu niso mogli pomagati in so si sami komaj rešili življenje. Ogri so preostalemu spremstvu zaplenili vse orožje in imetje. Tudi kralj Ladislav je bil v nevarnosti, vendar si ga zarotniki niso upali umoriti. Ko je vojska v mestu zvedela za te dogodke, je hotela napasti trdnjavo. Kralj Ladislav je ukazal naj miruje in je čete pod vodstvom Viljema Lichtensteinskega celo poslal domov. Ko je prišel v Budim, je dal Hunyadija ubiti, njegovega mlajšega brata Matijo pa je vrgel v ječo.

## Pogreb
Ulrikovo telo je nekaj dni ležalo v zemunski trdnjavi. Njegovo truplo so morali Ogri izročiti vojski. Položili so ga v krsto in prepeljali v Celje, kjer ga je sprejela kneginja Katarina in gospodje, vitezi, hlapci in služabniki. V minoritski cerkvi so ga položili v grobnico. Po tridesetem dnevu so imeli pogrebno svečanost. 
Z umorom Ulrika II. Celjskega v Beogradu je celjska rodbina izgubila zadnjega moškega člana in celjsko posest so po krajši vojni za dediščino prevzeli Habsburžani.